# Estación de Morges
La estación de Morges es la principal estación ferroviaria de la comuna suiza de Morges, en el cantón de Vaud.

## Historia y situación
La estación de Morges fue inaugurada en el año 1855 con la puesta en servicio del tramo Renens - Morges de la línea Ginebra - Lausana. Además, de la estación también parte un ferrocarril de vía métrica hasta Apples y Bière, denominado BAM. Fue inaugurado en el año 1895, siendo prolongado en el 1896 desde Apples hasta L'Isle. Es operado por MBC (Transports de la région Morges-Bière-Cossonay).
Se encuentra ubicada en el centro del núcleo urbano de Morges, cuenta con tres andenes, dos centrales y otro lateral, a los que acceden cinco vías pasantes, cuatro de ancho internacional (1435 mm), y una de ancho métrico (1000 mm) a las que hay que añadir otras tres vías de ancho métrico.
En términos ferroviarios, la estación se sitúa en la línea Ginebra - Lausana. Sus dependencias ferroviarias colaterales son la estación de Saint-Prex hacia Ginebra y la estación de Morges-St-Jean en dirección Lausana.

## Servicios ferroviarios

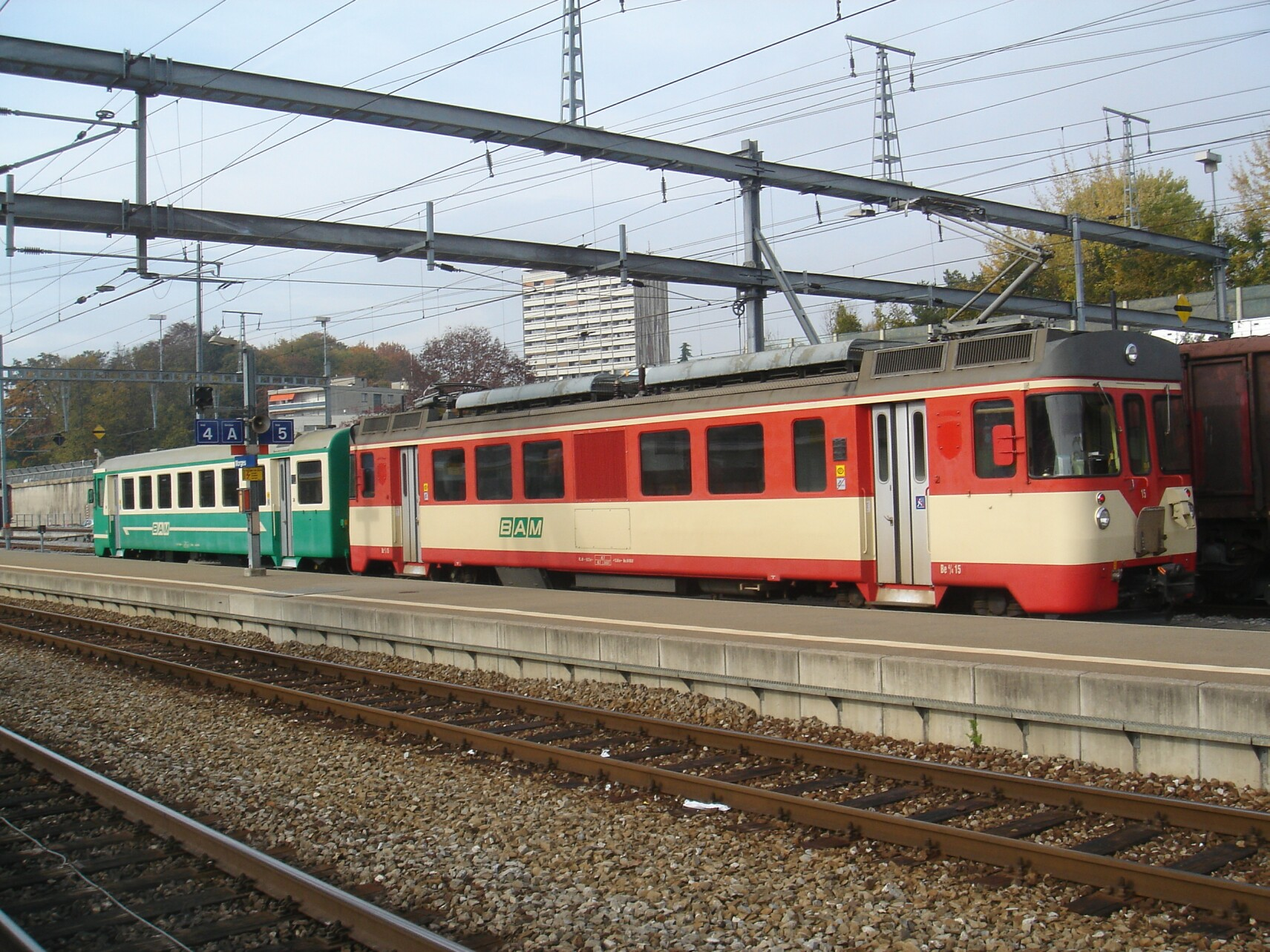
Tren del MCB en la estación de Morges

Los servicios ferroviarios de esta estación están prestados por SBB-CFF-FFS y por MCB:

### Larga distancia
- ICN San Galo - Gossau - Wil - Winterthur - Zúrich-Aeropuerto - Zúrich - Aarau - Olten - Soleura - Biel/Bienne - Neuchâtel - Yverdon-les-Bains - Morges - Nyon - Ginebra-Cornavin - Ginebra-Aeropuerto. Servicios cada dos horas.
- ICN Ginebra-Aeropuerto - Ginebra-Cornavin - Nyon - Morges - Yverdon-les-Bains - Neuchâtel - Biel/Bienne - Grenchen Nord - Moutier - Delémont - Laufen - Basilea SBB. Hay un tren cada dos horas.
- IR Ginebra-Aeropuerto - Ginebra-Cornavin - Nyon - Morges - Lausana - Vevey - Montreux - Aigle - Martigny - Sion - Sierre - Leuk - Visp - Brig.

### Regional
- RE Ginebra-Cornavin - Coppet - Nyon - Morges - Lausana - Palézieux - Estación de Romont.
- RE Ginebra-Aeropuerto - Ginebra-Cornavin - Coppet - Nyon - Morges - Lausana - Vevey.
- R Morges - Apples - Bière. Transbordo en Apples para continuar viaje hasta L'Isle. Operado por MBC.

### RER Vaud
La estación forma parte de la red de trenes de cercanías RER Vaud, que se caracteriza por trenes de alta frecuencia que conectan las principales ciudades y comunas del cantón de Vaud. Por ella pasan dos líneas de la red:
- S 3 Allaman - Morges - Lausana - Vevey - Montreux - Villeneuve.
- S 4 Allaman - Morges - Lausana - Puidoux-Chexbres - Palézieux.